# Blackburn (West Lothian)
Blackburn é uma cidade da Escócia localizada no estado de West Lothian. Está situada a cerca de 32 km da capital Edimburgo.